# Eupithecia libanotidata
Eupithecia libanotidata är en fjärilsart som beskrevs av Achille Guenée 1858. Eupithecia libanotidata ingår i släktet Eupithecia och familjen mätare. Inga underarter finns listade i Catalogue of Life.